# قائمة أرقام الهاتف في فلسطين
ارقام الهواتف المحمولة والارضية في فلسطين
كود البلد : (+970 أو +972) - (00970 أو 00972)

## لماذا يتم استخدام الكودين 970 و 972 في آن واحد لنفس الدولة؟
تم حجز كود البلد الخاص لـ فلسطين وهو +970 ويستخدم هذا الكود غالباً عند الاتصال من الدول العربية إلى المناطق التابعة لحكم السلطة الفلسطينية. ومن ضمنها قطاع غزة ولكن نظام الاتصالات في الضفة وقطاع غزة يعتمد بشكل كبير على البنية التحتية للإحتلال. لذلك يكون الخيار الأفضل للوصول إلى الأرقام الفلسطينية من جميع أنحاء العالم هو عبر الكود +972 وهو الكود الخاص بالإحتلال لأن الأرقام المستخدمة حاليا في الشركات الفلسطينية تم حجزها من خلال شركات الاتصالات الخاصة بالإحتلال وبعض المقدمات كانت تستخدم لشبكات خاصة بالإحتلال قبل زيادة عدد الأرقام.

## هناك بعض البلدان قامت بحظر الأكواد
سوريا هي البلد الوحيد حاليا التي تقوم بحظر الأكواد 970 و 972.
لبنان قامت برفع الحظر عن الكود 970 في يوليو من عام 2008 ولكن لا تزال تحظر الوصول للكود 972.
بسبب الاحتلال. منع الإحتلال العاملين في شركة الوطنية موبايل من ادخال المعدات اللازمة لتشغيل خدمات الوطنية على قطاع غزة.

## خدمات شركة الوطنية موبايل في قطاع غزة
أصبحت شركة الوطنية موجودة حاليا في قطاع غزة وتعمل بشكل جيد دون أي عوائق تذكر وتقوم بتقديم خدمات متنوعة لأهالي قطاع غزة، وأصبحت منافسة لشركة جوال المحلية. 

## الشركات الفلسطينية
- جوال
- الوطنية موبايل
- الاتصالات الفلسطينية "الهواتف الارضية"

## ارقام الخدمة

### الدولي
```
00XXX XX XXX XXXX
 - 
الاتصال الدولي
```

### الضفة الغربية
| المحافظة                | المقدمة    |
| ----------------------- | ---------- |
| محافظة جنين             | 0424X XXXX |
| محافظة طوباس            | 0925X XXXX |
| محافظة طولكرم           | 0926X XXXX |
| محافظة نابلس            | 0923X XXXX |
| محافظة قلقيلية          | 0929X XXXX |
| محافظة سلفيت            | 0925X XXXX |
| محافظة رام الله والبيرة | 0229X XXXX |
| محافظة أريحا            | 0223X XXXX |
| القدس                   | 0223X XXXX |
| محافظة بيت لحم          | 0227X XXXX |
| محافظة الخليل           | 0222X XXXX |

### قطاع غزة
| المحافظة   | المقدمة          |
| ---------- | ---------------- |
| 0824X XXXX | محافظة شمال غزة  |
| 0828X XXXX | محافظة غزة       |
| 0826X XXXX | تل الهوى         |
| 0820X XXXX | محافظة خان يونس  |
| 0825X XXXX | محافظة دير البلح |
| 0821X XXXX | محافظة رفح       |

### الخلوي
```
0599XX XXXX
 - 
جوال

0598XX XXXX
 - 
جوال

0597XX XXXX
 - 
جوال

0595XX XXXX
 - 
جوال

0592XX XXXX
 - 
جوال

0594XX XXXX
 - 
جوال
```

```
0569XX XXXX
 - 
الوطنية موبايل

0568XX XXXX
 - 
الوطنية موبايل

0562XX XXXX
 - 
الوطنية موبايل
```

0566XX XXXX - الوطنية موبايل
0567XX XXXX - الوطنية موبايل

### الخدمات
```
100
 - 
الشرطة

101
 - 
الإسعاف

102
 - 
الدفاع المدني
```

### ارقام أخرى
```
1 700
 - 
للاعمال

1 800
 - 
مجاني
```

## وصلات خارجية
- الموقع الرسمي للاتصالات الفلسطينية